# MAVTV 500 2014
Das MAVTV 500 2014 fand am 30. August auf dem Auto Club Speedway in Fontana, Kalifornien, Vereinigte Staaten statt und war das 18. und letzte Rennen der IndyCar Series 2014.

## Berichte

### Hintergrund
Nach dem GoPro Grand Prix of Sonoma führte Will Power in der Fahrerwertung mit 51 Punkten Vorsprung auf Hélio Castroneves und mit 81 Punkten Vorsprung auf Simon Pagenaud. Durch Powers Start zum Rennen hatten nur noch Castroneves und Pagenaud neben ihm Titelchancen.
Es gab eine Veränderungen im Starterfeld. Bei Ed Carpenter Racing gab es einen Fahrerwechsel. Ed Carpenter, der alle Ovalrennen bestritt, löste Mike Conway, der nur die Straßenkursrennen fuhr, ab.
Das MAVTV 500 2014 war das letzte Rennen, bei dem alle Autos mit einem Dallara-AeroKit ausgestattet waren. Alle Trainings fanden am Freitag, das Rennen am Samstag statt.
In der Woche vor dem Rennen gab es auf der Strecke einen Testtag am Mittwoch. Dabei war Scott Dixon der schnellste Fahrer.
Mit Carpenter und Power (jeweils einmal) traten zwei ehemalige Sieger zu diesem Rennen an.

### Training
Im Training fuhr Power die Bestzeit vor Castroneves und Carpenter. Nur zwei Fahrer mit Honda-Motor fuhren in die Top 10.

### Qualifying
Das Qualifying wurde im Einzelzeitfahren ausgetragen. Die Startreihenfolge für das Einzelzeitfahren wurde ausgelost. Jeder Pilot fuhr zwei schnelle Runden am Stück. Die dabei erzielte Durchschnittsgeschwindigkeit entschied über die Reihenfolge der Startaufstellung.
Castroneves ging als letzter Fahrer auf die Strecke und erzielte die Pole-Position vor seinem Teamkollegen Juan Pablo Montoya und Josef Newgarden. Castroneves zog mit seiner 41. IndyCar-Pole in der ewigen Bestenliste mit Rick Mears auf den vierten Platz gleich. Der Meisterschaftsführende Power wurde nur 21. Power beklagte sich über Übersteuern und gab an, dass seine Qualifyingrunden sehr schlecht waren.

### Abschlusstraining
Das Abschlusstraining fand am Freitag nach dem Qualifying statt. Es wurde von einem schweren Unfall von Mikhail Aleshin überschattet. Aleshin drehte sich, wurde von Charlie Kimball getroffen und in den Fangzaun katapultiert. Auch Marco Andretti war in die Kollision verwickelt. Während Andretti und Kimball unverletzt blieben, wurde Aleshin schwer verletzt. Er erlitt Knochenbrüche an den Rippen und dem rechten Schlüsselbein, eine Gehirnerschütterung und Brustverletzungen. Sein Zustand nach dem Unfall war ernst, aber stabil. Aljoschin blieb zweieinhalb Wochen im Krankenhaus. Bleibende Schäden behielt er nicht. Das Training wurde nach dem Unfall abgebrochen. Kimball wechselte für das Rennen ins Ersatzauto.
Ryan Briscoe war Trainingsschnellster vor Dixon und Power.

### Rennen
Beim Start übernahm Montoya für die erste Runde die Führung vor Castroneves, der anschließend bis zur fünften Runde führte, bevor er erneut von Montoya überholt wurde. Montoya lag bis zu seinem ersten Boxenstopp in Führung. Carlos Huertas gab das Rennen kurz nach dem Start auf. In der Anfangsphase baute Pagenaud mit technischen Problemen einen Rückstand von mehreren Runden auf, während sich Montoya, Dixon und Castroneves an der Spitze absetzten. Montoya stoppte nach der 33. Runde. Boxenstoppbedingt führten Dixon, Castroneves und Andretti das Rennen kurzzeitig an, bevor Montoya wieder in Führung ging.
In der 57. Runde gab es einen Führungswechsel, nachdem James Hinchcliffe Montoya überholt hatte. Montoya zog schließlich seinen zweiten Stopp vor, da er Handlingsprobleme hatte. Hinchcliffe führte das Rennen bis zur 73. Runde an und übergab dann erneut an Montoya, der darauf vor Castroneves, Carpenter, Dixon und Ryan Hunter-Reay führte. Power hatte sich indes in die Top 10 verbessert. In der 100. Runde ging Montoya erneut an die Box, sodass Carpenter und Hunter-Reay kurzzeitig die Führung übernahmen. Nach deren Stopps lag Montoya wieder vorne. Carpenter erhielt eine Durchfahrtsstrafe, da er in der Box zu schnell gewesen war.
In der 120. Runde gab es einen weiteren Wechsel an der Spitze. Hunter-Reay überholte Montoya, nachdem zuvor an Castroneves vorbeigefahren war. Hunter-Reay setzte sich in den folgenden Runden vom restlichen Feld ab. In der nächsten Boxenstoppphase übernahm Dixon kurzzeitig die Führung und gab diese schließlich an Castroneves ab. Hinchcliffe fuhr zu schnell in der Boxengasse und erhielt eine Durchfahrtsstrafe. Castroneves setzte sich vorne ab. Er lag vor Kanaan, Hunter-Reay, Dixon, Montoya und Power.
In der 175. Runde löste Hunter-Reay mit einem Dreher die einzige Gelbphase aus. Er drehte sich auf die Grünfläche, schlug nirgendwo ein und nahm das Rennen schließlich wieder auf. Bourdais überholte unter Gelb und erhielt dafür eine 30-Sekunden-Strafe. Die Strecke wurde in der Gelbphase gereinigt. Die Spitze ging zu einem Boxenstopp. Kanaan führte darauf vor Dixon, Castroneves, Montoya, Power und Carpenter. Nach dem Restart machte Power einige Positionen gut und übernahm nach drei Runden die Führung. Er blieb sieben Runden vorne, bevor Kanaan erneut in Führung ging. Power fiel hinter Dixon und Carpenter auf den vierten Platz zurück.
Bei der letzten Boxenstoppphase stoppte Kanaan so, dass er durchgängig in Führung blieb. Beim Boxenstopp überfuhr Castroneves die Begrenzungslinie bei der Einfahrt und Hunter-Reay die Linie bei der Ausfahrt. Beide erhielten eine Durchfahrtsstrafe. Beide verloren dabei eine Runde, sodass Castroneves zu diesem Zeitpunkt kaum noch eine Chance auf den Titelgewinn hatte. Power ging es infolgedessen konservativer an und verlor ein paar Positionen.
Kanaan gewann schließlich sein erstes Rennen für Ganassi vor seinem Teamkollegen Dixon und Carpenter. Montoya wurde Vierter, Hinchcliffe Fünfter. Die Top 10 komplettierten Takuma Satō, Briscoe, Carlos Muñoz, Power und Newgarden.
Power erreichte damit seine erste IndyCar-Meisterschaft vor Castroneves, der zum vierten Mal Gesamtzweiter wurde. Dixon belegte den dritten Gesamtrang.

## Meldeliste
Alle Teams und Fahrer verwendeten das Chassis Dallara DW12 mit einem Aero-Kit von Dallara und Reifen von Firestone.
| Team                                  | Nr. | Fahrer             | Motor     |
| ------------------------------------- | --- | ------------------ | --------- |
| Penske Motorsports                    | 02  | Juan Pablo Montoya | Chevrolet |
| Team Penske                           | 03  | Hélio Castroneves  | Chevrolet |
| Team Penske                           | 12  | Will Power         | Chevrolet |
| Schmidt Peterson Motorsports          | 07  | Mikhail Aleshin    | Honda     |
| NTT Data Chip Ganassi Racing          | 08  | Ryan Briscoe       | Chevrolet |
| Target Chip Ganassi Racing            | 09  | Scott Dixon        | Chevrolet |
| Target Chip Ganassi Racing            | 10  | Tony Kanaan        | Chevrolet |
| KVSH Racing                           | 11  | Sébastien Bourdais | Chevrolet |
| A. J. Foyt Enterprises                | 14  | Takuma Satō        | Honda     |
| Rahal Letterman Lanigan Racing        | 15  | Graham Rahal       | Honda     |
| KV AFS Racing                         | 17  | Sebastian Saavedra | Chevrolet |
| Dale Coyne Racing                     | 18  | Carlos Huertas     | Honda     |
| Dale Coyne Racing                     | 19  | Justin Wilson      | Honda     |
| Ed Carpenter Racing                   | 20  | Ed Carpenter       | Chevrolet |
| Andretti Autosport                    | 25  | Marco Andretti     | Honda     |
| Andretti Autosport                    | 27  | James Hinchcliffe  | Honda     |
| Andretti Autosport                    | 28  | Ryan Hunter-Reay   | Honda     |
| Andretti – HVM                        | 34  | Carlos Muñoz       | Honda     |
| Sarah Fisher Hartman Racing           | 67  | Josef Newgarden    | Honda     |
| Schmidt Peterson Hamilton Motorsports | 77  | Simon Pagenaud     | Honda     |
| Novo Nordisk Chip Ganassi Racing      | 83  | Charlie Kimball    | Chevrolet |
| BHA/BBM with Curb Agajanian           | 98  | Jack Hawksworth    | Honda     |

Quelle: 

## Klassifikationen

### Qualifying
| Pos. | Fahrer             | Team                                  | Fahrzeug          | Zeit      | Ø-Geschwindigkeit in mph | Start |
| ---- | ------------------ | ------------------------------------- | ----------------- | --------- | ------------------------ | ----- |
| 01   | Hélio Castroneves  | Team Penske                           | Dallara-Chevrolet | 1:05,8918 | 218,540                  | 01    |
| 02   | Juan Pablo Montoya | Penske Motorsports                    | Dallara-Chevrolet | 1:06,1700 | 217,621                  | 02    |
| 03   | Josef Newgarden    | Sarah Fisher Hartman Racing           | Dallara-Honda     | 1:06,1765 | 217,600                  | 03    |
| 04   | Takuma Satō        | A. J. Foyt Enterprises                | Dallara-Honda     | 1:06,2607 | 217,323                  | 04    |
| 05   | Scott Dixon        | Target Chip Ganassi Racing            | Dallara-Chevrolet | 1:06,3420 | 217,057                  | 05    |
| 06   | Charlie Kimball    | Novo Nordisk Chip Ganassi Racing      | Dallara-Honda     | 1:06,3544 | 217,017                  | 06    |
| 07   | Tony Kanaan        | Target Chip Ganassi Racing            | Dallara-Chevrolet | 1:06,4032 | 216,857                  | 07    |
| 08   | Mikhail Aleshin    | Schmidt Peterson Motorsports          | Dallara-Honda     | 1:06,4432 | 216,726                  | 08    |
| 09   | Ryan Hunter-Reay   | Andretti Autosport                    | Dallara-Honda     | 1:06,5726 | 216,305                  | 09    |
| 10   | Graham Rahal       | Rahal Letterman Lanigan Racing        | Dallara-Honda     | 1:06,5746 | 216,299                  | 10    |
| 11   | James Hinchcliffe  | Andretti Autosport                    | Dallara-Honda     | 1:06,6983 | 215,898                  | 11    |
| 12   | Ryan Briscoe       | NTT Data Chip Ganassi Racing          | Dallara-Chevrolet | 1:06,7042 | 215,878                  | 12    |
| 13   | Simon Pagenaud     | Schmidt Peterson Hamilton Motorsports | Dallara-Honda     | 1:06,7433 | 215,752                  | 13    |
| 14   | Ed Carpenter       | Ed Carpenter Racing                   | Dallara-Chevrolet | 1:06,8753 | 215,326                  | 14    |
| 15   | Sébastien Bourdais | KVSH Racing                           | Dallara-Chevrolet | 1:07,0662 | 214,713                  | 15    |
| 16   | Justin Wilson      | Dale Coyne Racing                     | Dallara-Honda     | 1:07,1371 | 214,486                  | 16    |
| 17   | Jack Hawksworth    | BHA/BBM with Curb Agajanian           | Dallara-Honda     | 1:07,2354 | 214,173                  | 17    |
| 18   | Marco Andretti     | Andretti Autosport                    | Dallara-Honda     | 1:07,2556 | 214,109                  | 18    |
| 19   | Carlos Muñoz       | Andretti – HVM                        | Dallara-Honda     | 1:07,2926 | 213,991                  | 19    |
| 20   | Sebastian Saavedra | KV AFS Racing                         | Dallara-Chevrolet | 1:07,2958 | 213,981                  | 20    |
| 21   | Will Power         | Team Penske                           | Dallara-Chevrolet | 1:07,7316 | 212,604                  | 21    |
| 22   | Carlos Huertas     | Dale Coyne Racing                     | Dallara-Honda     | 1:11,1749 | 202,319                  | 22    |

Quellen: 

### Rennen
| Pos. | Fahrer             | Team                                  | Fahrzeug          | Runden | Zeit         | Start | Führungsrunden |
| ---- | ------------------ | ------------------------------------- | ----------------- | ------ | ------------ | ----- | -------------- |
| 01   | Tony Kanaan        | Target Chip Ganassi Racing            | Dallara-Chevrolet | 250    | 2:32:58,4659 | 07    | 64             |
| 02   | Scott Dixon        | Target Chip Ganassi Racing            | Dallara-Chevrolet | 250    | + 3,6750     | 05    | 05             |
| 03   | Ed Carpenter       | Ed Carpenter Racing                   | Dallara-Chevrolet | 250    | + 7,3053     | 14    | 03             |
| 04   | Juan Pablo Montoya | Penske Motorsports                    | Dallara-Chevrolet | 250    | + 7,9238     | 02    | 85             |
| 05   | James Hinchcliffe  | Andretti Autosport                    | Dallara-Honda     | 250    | + 11,8858    | 11    | 17             |
| 06   | Takuma Satō        | A. J. Foyt Enterprises                | Dallara-Honda     | 250    | + 12,6887    | 04    | 0              |
| 07   | Ryan Briscoe       | NTT Data Chip Ganassi Racing          | Dallara-Chevrolet | 250    | + 16,5113    | 12    | 0              |
| 08   | Carlos Muñoz       | Andretti – HVM                        | Dallara-Honda     | 250    | + 23,2807    | 19    | 0              |
| 09   | Will Power         | Team Penske                           | Dallara-Chevrolet | 250    | + 28,3456    | 21    | 08             |
| 10   | Josef Newgarden    | Sarah Fisher Hartman Racing           | Dallara-Honda     | 250    | + 32,1856    | 03    | 0              |
| 11   | Marco Andretti     | Andretti Autosport                    | Dallara-Honda     | 249    | + 1 Runde    | 18    | 01             |
| 12   | Charlie Kimball    | Novo Nordisk Chip Ganassi Racing      | Dallara-Honda     | 249    | + 1 Runde    | 06    | 0              |
| 13   | Justin Wilson      | Dale Coyne Racing                     | Dallara-Honda     | 249    | + 1 Runde    | 16    | 0              |
| 14   | Hélio Castroneves  | Team Penske                           | Dallara-Chevrolet | 249    | + 1 Runde    | 01    | 41             |
| 15   | Jack Hawksworth    | BHA/BBM with Curb Agajanian           | Dallara-Honda     | 249    | + 1 Runde    | 17    | 0              |
| 16   | Ryan Hunter-Reay   | Andretti Autosport                    | Dallara-Honda     | 248    | + 2 Runden   | 09    | 26             |
| 17   | Sebastián Saavedra | KV AFS Racing                         | Dallara-Chevrolet | 248    | + 2 Runden   | 20    | 0              |
| 18   | Sébastien Bourdais | KVSH Racing                           | Dallara-Chevrolet | 245    | + 5 Runden   | 15    | 0              |
| 19   | Graham Rahal       | Rahal Letterman Lanigan Racing        | Dallara-Honda     | 244    | + 6 Runden   | 10    | 0              |
| 20   | Simon Pagenaud     | Schmidt Peterson Hamilton Motorsports | Dallara-Honda     | 243    | + 7 Runden   | 13    | 0              |
| 21   | Carlos Huertas     | Dale Coyne Racing                     | Dallara-Honda     | 021    | DNF          | 22    | 0              |
| 22   | Mikhail Aleshin    | Schmidt Peterson Motorsports          | Dallara-Honda     | 000    | DNS          | 08    | 0              |

Quellen: 

#### Führungsabschnitte
| Abschnitt | Runden | Fahrer             |
| --------- | ------ | ------------------ |
| 1         | 1      | Juan Pablo Montoya |
| 2         | 2–5    | Hélio Castroneves  |
| 3         | 6–33   | Juan Pablo Montoya |
| 4         | 34–35  | Scott Dixon        |
| 5         | 36–37  | Hélio Castroneves  |
| 6         | 38     | Marco Andretti     |

| Abschnitt | Runden  | Fahrer             |
| --------- | ------- | ------------------ |
| 7         | 39–56   | Juan Pablo Montoya |
| 8         | 57–73   | James Hinchcliffe  |
| 9         | 74–99   | Juan Pablo Montoya |
| 10        | 100–102 | Ed Carpenter       |
| 11        | 103–107 | Ryan Hunter-Reay   |
| 12        | 108–119 | Juan Pablo Montoya |

| Abschnitt | Runden  | Fahrer            |
| --------- | ------- | ----------------- |
| 13        | 120–140 | Ryan Hunter-Reay  |
| 14        | 141–143 | Scott Dixon       |
| 15        | 144–178 | Hélio Castroneves |
| 16        | 179–188 | Tony Kanaan       |
| 17        | 189–196 | Will Power        |
| 18        | 197–250 | Tony Kanaan       |

Quellen: 

#### Gelbphasen
| Nr. | Dauer   | Runden | Grund für Gelbphase                       |
| --- | ------- | ------ | ----------------------------------------- |
| 1   | 175–186 | 12     | Dreher: Ryan Hunter-Reay (#28) in Kurve 4 |

Quellen: 

## Punktestände nach dem Rennen

### Fahrerwertung
Die Punktevergabe wird hier erläutert.
| Pos. | Fahrer             | Punkte |
| ---- | ------------------ | ------ |
| 01.  | Will Power         | 671    |
| 02.  | Hélio Castroneves  | 609    |
| 03.  | Scott Dixon        | 604    |
| 04.  | Juan Pablo Montoya | 586    |
| 05.  | Simon Pagenaud     | 565    |
| 06.  | Ryan Hunter-Reay   | 563    |
| 07.  | Tony Kanaan        | 544    |
| 08.  | Carlos Muñoz       | 483    |
| 09.  | Marco Andretti     | 463    |
| 10.  | Sébastien Bourdais | 461    |
| 11.  | Ryan Briscoe       | 461    |
| 12.  | James Hinchcliffe  | 456    |

| Pos. | Fahrer             | Punkte |
| ---- | ------------------ | ------ |
| 13.  | Josef Newgarden    | 406    |
| 14.  | Charlie Kimball    | 402    |
| 15.  | Justin Wilson      | 395    |
| 16.  | Mikhail Aleshin    | 372    |
| 17.  | Jack Hawksworth    | 366    |
| 18.  | Takuma Satō        | 350    |
| 19.  | Graham Rahal       | 345    |
| 20.  | Carlos Huertas     | 314    |
| 21.  | Sebastian Saavedra | 291    |
| 22.  | Ed Carpenter       | 262    |
| 23.  | Mike Conway        | 252    |
| 24.  | Oriol Servià       | 88     |

| Pos. | Fahrer             | Punkte |
| ---- | ------------------ | ------ |
| 25.  | Kurt Busch         | 80     |
| 26.  | J. R. Hildebrand   | 66     |
| 27.  | Sage Karam         | 57     |
| 28.  | Luca Filippi       | 46     |
| 29.  | James Davison      | 34     |
| 30.  | Jacques Villeneuve | 29     |
| 31.  | Alex Tagliani      | 28     |
| 32.  | Townsend Bell      | 22     |
| 33.  | Pippa Mann         | 21     |
| 34.  | Martin Plowman     | 18     |
| 35.  | Buddy Lazier       | 11     |
| 36.  | Franck Montagny    | 8      |